# КВ-12
КВ-12 — експериментальний радянський вогнеметний танк часів німецько-радянської війни 1941—1945 рр. Створений на основі КВ-1.

## Призначення
Проєкт танка був запропонований конструкторським бюро заводу № 100 1942 року, отримав кодове ім'я «об'єкт 232». керівником проєкту був інженер С.Федоренко. За проєктом танк міг застосовуватися не лише для знищення з вогнемета ворожих укріплень та живої сили противника, але і для зараження місцевості отруйними речовинами, постановки димових завіс та очищення місцевості від отруйних газів.

## Опис
Інженери заводу зберегли основне озброєння КВ-1, залишивши 76,2-мм гармату і два 7,62-мм кулемети. Вони лише прибрали основний курсовий кулемет та розмістили на його місці (в лобовому листі корпусу) вогнемет, приваривши поруч бонки для кріплення резервуарів та перегородки для повітряних трубок (на надгусеничних полицях). Маса вогнеметного устаткування становила 2 тонни, загальний обсяг заправки становив від 400 до 1200 кг. Викид вогнесуміші здійснювався стисненим повітрям з двох стандартних балонів по 27 літрів кожний. Обладнання захищалося передньою бронеперегородкою товщиною 30 мм, а ззаду, збоку та зверху броня не перевищувала 12 мм. Ходова частина на один борт складалася з 6 здвоєних обгумованих основних котків, 3 підтримувальних роликів, переднього ведучого та заднього напрямного коліс.

## Будівництво
Був побудований лише один прототип в квітні-травні 1942 року. Він отримав номер 6728 і був представлений як неврахований КВ-1 ранньої серії з експериментальних варіантів. Машина мала масу дефектів корпусу та башти, але іншого вибору у бригади інженера Федоренко не було. У травні 1942 повністю готовий танк передали на заводські випробування. За сумою тактико-технічних даних він дещо перевершив КВ-8, але щоб не збивати темпи випуску серійної продукції, від виробництва КВ-12 вирішили відмовитися.